# Caramell
Pour l’article ayant un titre homophone, voir Caramel.
Caramell est un groupe suédois de bubblegum dance. Le groupe est lancé par les chanteuses Katia Löfgren et Malin Sundström, et les producteurs Jorge « Vasco » Vasconcelo et Juha « Millboy » Myllylä. Le groupe est surtout connu pour sa chanson Caramelldansen, devenue un mème Internet. Le groupe se sépare en 2002, et revient sous le nom de Caramella Girls en 2008.

## Biographie

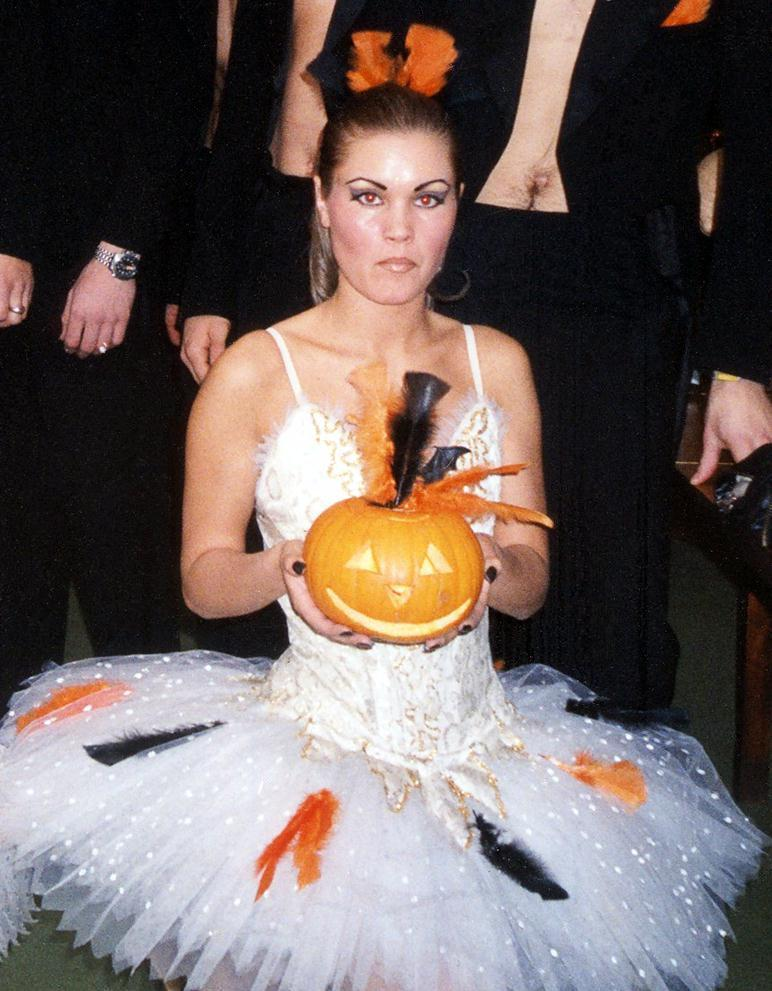
Malin Sundström dans un costume de halloween, en 1998, au Café Opera.

Vasconcelo, auteur des chansons You de La Cream et This Time I'm Free de Dr. Alban, et Jorge font la rencontre de Malin Sundström et Katia Löfgren en novembre 1998 dans un bar karaoké de Stockholm. Ensemble, sous le nom de Caramell, ils publient leurs premiers singles à succès Om Du Var Min et Efter Plugget, ce dernier ayant la 95e place des classements suédois. Leur single Explodera (upp som dynamit) est également classé. Ils publient leur premier album, Gott Och Blandat en août 1999, qui contient le single Jag Ser På Dig publié en septembre 1999.
En 2000, le groupe participe à la compilation Barn 2000 dont les bénéfices sont reversés à l'association suédoise Rädda Barnen (Sauver les enfants). En 2001, Caramell revient avec un nouvel album, Supergott qui contient des chansons eurodance comme Vad Heter Du, Caramelldansen, Spelar Ingen Roll, et Kom Häll Om Mig. Le groupe se sépare en 2002.
En 2006, DJ Speedycake publie un remix du titre Caramelldansen du groupe. Le remix s'accompagne d'un clip vidéo en animation Flash montrant deux personnages du visual novel Popotan, Mai et Mii, dansant et imitant des oreilles de lapin avec leurs mains. Le clip et le remix connaîtront un succès sans précédent sur Internet. À la suite du succès soudain engendré par ce remix, trois chanteuses anonymes reforment ce groupe en 2008 sous le nom de Caramella Girls, utilisant des personnages animés dans leurs clips.
En 2011, Caramella Girls jouent à la tournée We Love The 90's, puis à la convention UppCon d'Uppsala. En mai 2012, Caramella Girls mettent à jour leur site officiel et leurs pages Facebook, Twitter, et YouTube. Le 31 décembre 2012, Caramella Girls publient leur nouvelle chanson We Love to Party sur YouTube. Caramella Girls publient leur single Get the Gold en décembre 2013 sur iTunes,. Ils publient une nouvelle chanson intitulée Tokyo! en novembre 2014. Il suit d'un extrait de Cheerleaders en mars 2015 qui fut publier en avril 2016. En fin décembre 2015, ils publient un nouveau single, une reprise de Barbie Girl du groupe Aqua. Il suit de Holiday en mai 2017 et de Saw You Standin' Here en janvier 2018. En mai 2018, Caramella Girls publient une nouvelle version de Caramelldansen avec un nouveau clip, à l'occasion des 10 ans de cette musique, suivi de Ooh Aaah Just A Little Bit en septembre 2018 où elles dansent le Floss.

## Discographie

### Albums studio
- 1999 : Gott och blandat
- 2001 : Supergott
- 2008 : Supergott Speedy Mixes

### Singles
- 1999 : Om du var min (sous le nom de Caramell)
- 1999 : Efter plugget  (sous le nom de Caramell)
- 1999 : Jag ser på dig (sous le nom de Caramell)
- 1999 : Explodera (som dynamit) (sous le nom de Caramell)
- 2001 : I Min Mobil (sous le nom de Caramell)
- 2001 : Vad heter du? (sous le nom de Caramell)
- 2002 : Ooa hela natten (sous le nom de Caramell)
- 2002 : Allra bästa vänner (sous le nom de Caramell)
- 2002 : Caramelldansen (sous le nom de Caramell, refait en 2008)
- 2009 : Caramelldancing Christmas Version (sous le nom de Caramell)
- 2011 : Boogie Bam Dance (sous le nom de Caramella Girls)
- 2012 : Caramelldancing Remixes EP (sous le nom de Caramella Girls)
- 2013 : We Love To Party (sous le nom de Caramella Girls)
- 2013 : Get The Gold  (sous le nom de Caramella Girls)
- 2014 : Tokyo (sous le nom de Caramella Girls)
- 2015 : Candy Girl (sous le nom de Caramella Girls)
- 2016 : Cheerleaders  (sous le nom de Caramella Girls)
- 2017 : Holiday (sous le nom de Caramella Girls)
- 2018 : Saw You Standin’ There (sous le nom de Caramella Girls)
- 2018 : Ohh Aaah Just A Little Bit (sous le nom de Caramella Girls)
- 2019 : How Can You Say Goodbye (sous le nom de Caramella Girls)
- 2019 : Lollipop (sous le nom de Caramella Girls)
- 2019 : Wish Upon A Star (sous le nom de Caramella Girls)
- 2020 : Back In My Life (sous le nom de Caramella Girls)
- 2021 : Samurai (sous le nom de Caramella Girls)
- 2021 : Valentine (sous le nom de Caramella Girls)
- 2021 : Venezia (sous le nom de Caramella Girls)
- 2022 : Shufflelosophy (sous le nom de Caramella Girls)
- 2022 : Boop Boy (sous le nom de Caramella Girls)
- 2022 : Take a Ride (sous le nom de Caramella Girls)
- 2023 : I Won't Let You Go (sous le nom de Caramella Girls)
- 2023 : Tutti Frutti Lover (sous le nom de Caramella Girls)
- 2023 : Halloween (sous le nom de Caramella Girls)
- 2024 : Love Me Baby (sous le nom de Caramella Girls)
- 2024 : Caramelldansen Rock (sous le nom de Caramella Girls)

## Adaptations
En 2008, la branche du studio Remixed Records spécialisée dans le jeu vidéo, Remixed Records Games, annonce un jeu vidéo sur le thème du titre Caramelldansen. Il s'agit d'un jeu de rythme sur la chanson dans le quel on peut choisir quel personnage incarner entre Mindy, Vera et Nadine. Il sera publié en 2009 sur l'App Store pour iOS.